# Chloe Sullivan
Chloe Sullivan egy kitalált szereplő a Smallville című amerikai televíziós sorozatban. Első megjelenése a sorozat első, Meteoreső című epizódjában volt. A szereplő állandó megszemélyesítője Allison Mack, akit csak Chloe Sullivan gyermekkori megjelenései alkalmával helyettesített két másik színész. A szereplőt külön a televíziós sorozat számára alkotta meg Alfred Gough és Miles Millar. Chloe Sullivan több, a sorozathoz kapcsolódó más médiában is megjelent, köztük fiatal felnőtteknek szóló regényekben, képregényekben és saját online spin-off-sorozatában.
A Smallville-ben Chloe egy középiskolai újság, a A Fáklya szerkesztője; aki felfedezi a város egyes lakóiban bekövetkező mutációk és a meteorkövek (kriptonit) közötti összefüggést. Általában Clark Kent és Pete Ross segítségével próbálja felderíteni és megállítani a meteorkövek által megfertőzött embereket, hogy azok ne bánthassanak másokat. A sorozat első négy évada során Chloe gyengéd érzelmeket táplál Clark iránt, melyek azonban viszonzatlanak maradnak, így a lánynak el kell fogadnia, hogy kettejük között a barátságon túl nem lehet semmi. A későbbi évadokban Chloe felfedezi, hogy a meteorkövek révén ő maga is különleges képességekre tett szert. A sorozatban bemutatkozik Jimmy Olsen, akivel Chloe randevúzni kezd és végül össze is házasodnak.
Chloe Sullivant független, intelligens, kíváncsi és lelkes fiatal nőként jellemezték a sorozat írói, valamint az őt megszemélyesítő Allison Mack is. Utóbbi két tulajdonsága gyakran keveri bajba Chloe-t és kerül miatta összetűzésbe barátaival és a Luthor családdal. Chloe Sullivan alakításáért Allison Macket többször is jelölték különböző díjakra, melyek közül többet el is nyert.

## Megjelenései
Chloe Sullivan a Smallville című televíziós sorozat egyik legfontosabb és egyben állandó szereplője annak első epizódja óta. A sorozat nyolcadik évadában Clark Kenten kívül ő az egyetlen, aki az eredeti szereplők közül továbbra is rendszeresen megjelenik az egyes epizódokban. A televíziós sorozaton kívül, Chloe saját online spin-off sorozatának is főszereplője lett, valamint megjelent a sorozathoz kapcsolódó fiatal felnőtteknek szóló regényekben és képregénysorozatban is.

### Televíziós sorozat
A Smallville Meteoreső című első epizódjában bemutatkozó Chloe szabadideje nagy részében legjobb barátjának, Clark Kentnek (Tom Welling) segít megfékezni a város azon lakóit, akik a Smallville-re hulló 1989-es meteorzápor során a Földre jutó meteorkövek hatására mutáción mentek keresztül és emberfeletti képességekre tettek szert. Chloe a sorozat kezdetekor az iskolai újság, A Fáklya szerkesztője. Újságírói kíváncsisága, hogy „leleplezze a csalást” és hogy „felfedje az igazságot” gyakran feszültség forrása közte és barátai között, mint például, mikor a második évad Leszármazás (Lineage) című epizódjában Clark múltjában kezd kutatni. A korai évadok során Chloe titkolja, hogy gyengéd érzelmeket táplál Clark iránt, melyek viszonzatlanok; a második évad Járvány (Fever) című epizódjában, miközben Clark betegen fekszik, Chloe bevallja a fiúnak hogy szerelmes belé, de az önkívületi állapotában csak Lana Lang nevét ismételgeti. Később, mikor meglátja, hogy Lana (Kristin Kreuk) és Clark megcsókolják egymást a pajtában, Chloe féltékenységében elárulja Clark bizalmát és beleegyezik Lionel Luthor (John Glover) ajánlatába, hogy cserébe egy állásért a Daily Planetnél kutatni fog a fiú múltjában.
Chloe és Clark a harmadik évad Vakság (Whisper) című epizódjában békülnek ki egymással, miután Clark megtudja, hogy Chloe segített Lionelnek. Mikor Chloe nem hajlandó tovább barátja után nyomozni, Lionel kirúgatja őt a Daily Planettől, apját pedig a LuthorCorptól. A Cserbenhagyva (Forsaken) című epizódban Chloe úgy dönt, hogy segíti Lex Luthort (Michael Rosenbaum), Lionel fiát, mikor Lionelt letartóztatják Lex nagyszüleinek meggyilkolása miatt; Chloe abban reménykedik, hogy így megszabadulhat végre Lionel irányítása alól. Az évad utolsó epizódjában az FBI Lionel tárgyalásáig tanúvédelem alá helyezi Chloét és apját; miután azonban beköltöznek új házukba, az felrobban. Chloe unokatestvére, Lois Lane (Erica Durance) azért érkezik a városba a negyedik évad első epizódjában, hogy a lány halála után nyomozzon. Az Elveszett (Gone) című epizódban Clark és Lois felfedezik, hogy Lex biztonsági csapata felfedezte a pokolgépet a házban és még a robbanás előtt sikerült biztonságba helyezniük Chloét és az apját, akik azóta bujkálnak. Chloe vallomása után ugyanebben az epizódban, Lionelt életfogytiglani börtönbüntetésre ítélik. A Kitaszított (Pariah) című epizódban Chloe felfedezi Clark titkát mikor Alicia Baker (Sarah Carter), Clark barátnője úgy dönt, hogy fel kell fednie a fiú titkát az egész világ előtt azért, hogy az végre elfogadja, hogy kicsoda. Alicia abban reménykedik, hogy Chloe megírja az újságban Clark titkát, ennek ellenére Chloe úgy dönt, hogy megőrzi azt és nem hozza nyilvánosságra.
Chloe csak az ötödik évadban mondja el Clarknak, hogy tud a titkáról, de azt szerette volna, ha Clark megbízik benne annyira, hogy maga mondja el. Clark elmondja Chloénak, hogy őt nem a Smallville-re hulló meteorkövek fertőzték meg, ahogyan azt a lány feltételezte, hanem valójában egy földönkívüli, aki kisbabaként érkezett a Földre az 1989-es meteorzápor alkalmával. az ötödik évad Szomjúság (Thirst) című epizódjában Chloénak sikerül a maga erejéből megszerezni álmai állását a Daily Planetnél, bár egyelőre csak az alagsorban kap irodát. A hatodik évad utolsó epizódjában Chloe felfedezi, hogy a meteorkövek rá is hatással voltak; olyan erőre tett szert, aminek segítségével bármilyen sérülést képes gyógyítani és még a halálból is képes visszahozni másokat. A hetedik évad Lejtmenet (Descent) című epizódjában Chloe megpróbálja visszatartani „Az Utazó” titkát Lextől, aki nem tudja, hogy „Az Utazó” Clark, ezért Lex kirúgatja a lányt a Daily Planettől. Az Alvó (Sleeper) című epizódban, melyben Lana katatón állapotba zuhan a kriptoni mesterséges intelligencia Brainiac (James Marsters) támadása miatt, Chloe átveszi a Lana által létrehozott Isis Alapítványt, mely célja a meteorkövek áldozatainak rehabilitálása.
A hetedik évad utolsó epizódjában Brainiac megtámadja Chloét, de a lány gyógyító ereje megakadályozza őt, hogy kárt tegyen Chloéban. Mikro Chloé hazaér Jimmy Olsen (Aaron Ashmore), barátja megkéri a lány kezét. Mielőtt Chloe válaszolhatna az ajánlatra, a Nemzetbiztonsági Hivatal (DDS) emberei betörnek és letartóztatják a lányt, amiért az korábban betört a kormány számítógéprendszerébe.
A nyolcadik évad kezdetén fény derül arra, hogy Chloét nem a Nemzetbiztonsági Hivatal tartóztatta le, hanem Lex biztonsági emberei, akik a DDS ügynökeinek adták ki magukat. Lex emberei arra használták fel Chloe képességeit, hogy megtalálják a Zöld Íjász (Justin Hartley) nevű szuperhőst és csapatát, akiket Lex terroristaként kezel, mivel elpusztították az összes kísérleti létesítményét. A tesztek révén Chloe rádöbben, hogy Brainiac támadása révén szert tette egy másik emberfeletti képességre is, szuperintelligenciára – mely lehetővé teszi a számára, hogy gyorsabban feltörje a titkos kódokat, mint a LuthorCorp szuperszámítógépei. A nyolcadik évad Abyss (’Mélység’) című epizódjában Brainiac elkezdi felülírni Chloe emlékeit kriptoni kódokkal, amiért Clark vér szerinti apjához, Jor-Elhez viszi a lányt, hogy az visszaállítsa a lány emlékeit. A folyamat közben Clark az kéri Jor-Eltől, hogy a titkára vonatkozó emlékeket ne hozza vissza, hogy Chloe szabad és veszélytelen életet élhessen, amit a titkának őrzése nem tehet lehetővé. A Bride (’Ara’) című epizódban, melyben Chloe és Jimmy az esküvőjükre készülnek a Kent család pajtájában, Végítélet (Sam Witwer), egy genetikailag megtervezett gyilkológép, akit a kriptoniak egy csoportja a Föld elpusztítására szánt, elrabolja a lányt és Clark Erődjébe elhurcolja az Északi-sarkra, mely Brainiac irányítása alá kerül. A Legion (’Légió’) című epizódban a Brainiac által megszállt Chloe megpróbálja magába szívni a Föld minden tudását. Brainiac-ot Clarknak a Légió segítségével sikerül megállítania, akik kiűzik a mesterséges intelligenciát a lány testéből. A kaland után Chloe emlékei Clark titkáról is visszatérnek.

### Spin-off sorozat
A televíziós sorozat mellett Chloe Sullivan a saját internetes spin-off sorozatának főszereplőjeként is megjelent, mely a Smallville: Chloe Chronicles címet viselte. A sorozatban, mely eredetileg kizárólag az AOL felhasználói számára volt elérhető, ismét Allison Mack alakította Chloét, a középiskolás riporterlányt. A Chloe Chronicles első évadát 2003. április 29. és május 20. között sugározták először. A websorozatot később a brit Channel 4 is műsorára tűzte. A Chloe Chronicles sorozatát Mark Warshaw alkotta meg, forgatókönyvírója Brice Tidwell volt. Allison Mac szintén jelentős befolyással bírt a sorozat elkészítésében, felülbírálhatta a forgatókönyvet és változtatásokat kérhetett, ha úgy látta jónak. Warshaw és a televíziós sorozat megalkotói, Gough és Millar rendszeresen egyeztették a történeteket, hogy Warshaw minél hatékonyabban tudja kiterjeszteni a Smallivelle-ben látott történeteket a websorozatban.
Az első történet a Smallville első évadának Remegés (Jitters) című epizódjához kapcsolódott, melyben Chloe a Smalleville-i LuthorCorp üzem „3-as Szintje” körüli szóbeszédnek jár utána. Az üzem egyik elhunyt dolgozójának, Earl Jenkins-nek a halála után nyomoz, mely elvezeti őt a Nu-Corp nevű vállalathoz. Dr. Arthur Walsh, a Nu-Corp egyik alkalmazottja elmondja Chloénak, hogy ő tudja, hogy Jenkins mivel foglalkozott és mi történt vele az üzemben. Mielőtt azonban Chloe minden információt megkaphatna, Walsh nyomtalanul eltűnik.
A második történetben Bix, egy egykori tengerészgyalogos és a LuthorCorp „Megsemmisítő Osztagának” egykori tagja felveszi a kapcsolatot Chloéval, mondván, információi vannak Walsh eltűnésével kapcsolatban. Walsh videóanyagokat kezd küldeni Chloénak, amiből a lány rájön, hogy Walsh együtt dolgozott Donovan Jamesonnal, a Nu-Corp vezetőjével és dr. Stephen Hamiltonnal a meteorköveken végzett kísérletekben. Chloe és Pete Ross (III. Sam Jones), aki operatőrként csatlakozik a lányhoz, kiderítik hogy Jameson a meteorkövek által megfertőzött embereken kísérletezett, hogy elvegye a képességeiket. Jameson-nak ugyanazok a tünetei, mint Earl Jenkins és megpróbálja megölni Chloét és Pete-et, hogy titkokban tudja tartani a kísérleteket, de a remegés irányíthatatlanul eluralkodik rajta és így saját magával végez a laboratóriumában. Miközben Chloe és Pete elhagyják a labort, találkoznak Lionel Luthorral, amiről Chloe rájön, hogy Lionel támogatta Jameson kutatásait.
A harmadik történetben, mely a Vengeance Chronicles címet viselte, Chloe és a Smallville ötödik évadának Bosszú (Vengeance) című epizódjában feltűnő Andrea Rojas (Denise Quiñones), „A Bosszú Angyala” közösen próbálják megfékezni Lex Luthort. Andrea elmondja Chloénak, hogy Lex apja „3-as Szintjét” a saját „33.1-es” kutatólaboratóriumává alakította. Andrea, és a meteorkövek által megfertőzött Yang és Molly Griggs Chloe segítségét kérik abban, hogy nyilvánosságra tudják hozni a LuthorCorp meteorkőkísérleteit.

#### Fiatal felnőtteknek szóló regények
Chloe első szereplése az irodalomban az Aspect kiadó Smallville: Strange Visitors (’Smallville: Különös látogatók’) című regényében volt. A könyvben Chloe megismerkedik dr. Donald Jacobival, egy spirituális gyógyítóval, akiről a lány először azt hiszi, hogy köze lehet a meteorkövekhez. Ezzel szemben hamar kiderül, hogy a férfi egy közönséges mutatványos, ami után Chloe mindent elkövet, hogy leleplezze a csalót. A Smallville: Dragon (’Smallville: Sárkány’) című könyvben Chloe egyik tanáruk, Mr. Tait halála után nyomoz; ő és Clark úgy hiszik, hogy a gyilkossághoz egy nemrég szabadult fegyencnek, Ray Dansknak lehet köze. A Lex által rendezett ünnepség közben Chloe megsebesül Dansk támadása során, akit a meteorkövek egy hüllőszerű lénnyé változtattak.

#### Képregények
Bár Chloe szereplője volt a televíziós sorozathoz kötődő, kéthavonta megjelenő Smallville című képregényfüzetnek, melynek egyes történetei még a szereplő saját spin-off sorozatához, a Chloe Chronicleshöz is kapcsolódtak, Chloe ezidáig nem vált a mainstream DC-univerzum szereplőjévé. A 2007-es WonderCon alkalmával a DC Comics képviselői bejelentették, hogy terveik szerint Chloe Sullivan a 2008 márciusában és áprilisában megjelenő Superman 674. és 675. számában fog bemutatkozni a DC-képregények fiktív világában. Kurt Busiek író nyilatkozata szerint, azzal, hogy a szereplőt bevezessék a mainstream képregények világába és egyúttal megtartsák a televíziós sorozatban bemutatott hátterét is, Chloénak egyszerre kellett volna betöltenie „a lány hazulról és a riporter” szerepét. Ezeket a szerepeket azonban Lana Lang és Lois Lane eredeti, régi múlttal és hagyományos alapokkal rendelkező képregényváltozatai töltötték be. Az előzetes tervek szerint Chloe hátterét megváltoztatták volna, hogy Lanától és Lois-tól eltérő szerepkőrt tölthessen be. Busiek elgondolása szerint, Chloe Clark egyik egykori iskolatársának kishúga lehetett volna, aki a Daily Planethez érkezett volna gyakorlatra. Busiek így szerette volna elkülöníteni a szereplőt Lanától és Lois-tól, de egyúttal ismerős arcként is feltüntetni Chloét azok számára, akik figyelemmel követték a televíziós sorozatot. Egy másik jelentős eltérés a „két Chloe” között az lett volna, hogy a képregényben a lány nem tudott volna Clark titkáról és nem lettek volna meteorkövek által kölcsönözött képességei. Végül azonban a DC Comics úgy döntött, hogy eltekintenek attól, hogy Chloe Sullivan a kiadó mainstream képregényvilágának szereplője legyen.

## Ábrázolása
Chloe Sullivant a sorozat alkotói egy „Lois Lane archetípusú” szereplőként mutatták be, valamint Smallville városának „kívülállójaként”. Al Gough és Miles Miller véleménye szerint erre azért volt szükség, hogy legyen egy szereplő a sorozatban aki felfigyel a városban zajló különös esetekre. Chloét külön a televíziós sorozat számára hozták létre és nem a DC Comics képregények világából adaptálták, ahogyan azt a Smallville más központi szereplői, Clark Kent, Lana Lang, Lex Luthor és Pete Ross esetében tették. Gough és Millar a sorozat fejlesztési szakaszában azt szerették volna, hogy Chloe etnikai háttérrel rendelkezzen. Miután Allison Mack értesült a készülő sorozatról annak meghallgatásért felelős rendezőjétől, Dee Dee Bradley-től, először Lana Lang szerepére szeretett volna jelentkezni, végül mégis Chloe Sullivant választotta. Gough és Millar úgy érezték, hogy Mackben „megvan az a ritka adottság, hogy a hosszú, magyarázó dialógusokat lendületessé tegye”, így előzetes elgondolásuk ellenére a szereplő kisebbségi háttérről, mégis neki adták a szerepet. Mack személyes véleménye szerint, azért kapta meg a szerepet, mivel a második meghallgatásán „igencsak komolytalanul viselkedett”. Kristen Bell szintén jelentkezett Chloe Sullivan szerepére; aki később a Veronica Mars című sorozat középiskolás detektívjének főszereplőjeként vált ismertté. Allison Mackken kívül Chloe szerepében Roan Curtis volt látható a hatodik évad Utód (Progeny), valamint Victoria Duffield, a nyolcadik évad Abyss (’Mélység’) című epizódjában Chloe Sullivan fiatalkori megjelenései alkalmával. Mack örül neki, hogy az általa alakított szereplőt külön a sorozat számára hozták létre, így nem kell amiatt aggódnia, hogy alakítását olyanokéval hasonlítják össze, akik őt megelőzően játszották ugyanazt a szerepet. Példának Lex Luthor szerepét hozta fel, akit az 1970-es és 1980-as évek Superman-filmjeiben Gene Hackman alakított, majd pedig évtizedekkel később a Smallville-ben Michael Rosenbaum vett át.

## A szereplő fejlődése

### A cselekmény hatásai
Allison Mack sajnálattal vette tudomásul, mikor az általa alakított szereplő „veszített gerincességéből” a második évad folyamán. A második évad történeteiben Chloe érzelmei állnak a középpontban, mint a „reményvesztett és csalódott szerelmes kamasz”. Mack megfogalmazásában „Chloe kicsit gerinctelenül és könnyelműen viselkedett”, de abban reménykedett, hogy a lánynak az évad végére sikerül majd visszaszereznie valamennyit a tisztességéből. Mindemellett Mack fontosnak tartotta, hogy Chloét mindvégig „intelligensnek” és „törekvőnek” ábrázolja, de a szereplőnek ez a lelkesedése a második évad végére oda vezetett, hogy Lionel irányítása alá került, mikor „rosszindulatból” beleegyezett, hogy kutatni fog barátja, Clark után, mikor kiderült, hogy az nem volt őszinte vele a Lanával szövődő szerelmi kapcsolatáról.
A harmadik évad során Mack szerette volna ha a szereplő egy olyan akadályba ütközik, melynek hatására érettebbé válhat. Ez az akadály Lionel a lány felett gyakorolt irányítása lett, miután Chloe egyezséget kötött vele. Allison Mack megítélése szerint Chloe a Fáklyánál végzett munkája során biztonságban és otthonosan érezte magát, ahol ő irányít, és mikor Lionel irányítása alá került olyan volt számára, mintha „ketrecbe zárták” volna. Mikor a harmadik évad Az igazság (Truth) című epizódjában Chloe tönkreteszi egy anya és fia életét, mikor nyilvánosságra hozza, hogy a nő menekül a törvény elől, Chloe arra kényszerül, hogy mélyebben magába tekintsen. Mack szerint ez az esemény fordulópont volt Chloe felnőtté válásának folyamatában; ez volt az a pillanat, mikor rádöbbent, hogy meg kell húzni egy határt, amit már nem szabad átlépnie.
Miután az ötödik évad első epizódjában Clark megtudja, hogy Chloe tud a titkáról, a lány jóval nagyobb szerephez jut a sorozat fő cselekményében is. Clark titkának megismerése lehetővé tette Chloe számára, hogy végre rendezni tudja a Clark iránti érzéseit és hogy felismerje, hogy a barátságuk akkor is megmarad, ha más nem is lesz közöttük. A Clark életében betöltött helyének elfogadása lehetővé teszi kettejük számára egy belsőségesebb barátság kialakulását, Chloe titkolt és viszonzatlan szerelmének nyugtalanító hatása nélkül. Mack véleménye szerint Chloénak sikerült a Clark iránt érzett szerelmét egy „őszintébb” és „önzetlenebb” érzéssé átalakítania.
Az, hogy Chloe a hatodik évadban egyike lett a meteorkövek által megfertőzött személyeknek, a szereplő fejlődésének egy újabb állomásához vezetett. Mack meglátása szerint ez a változás érzelmileg közelebb hozta a szereplő számára azokat a meteorkövek által megváltoztatott embereket, akiket öt évadon át megpróbált leleplezni a nyilvánosság előtt. A fertőzés motivációt jelent Chloe számára, hogy megpróbálja megérteni és átérezni ezeknek a személyeknek a helyzetét és hogy megtanulja megvédeni saját magát és sorstársait. Ez egyben Clarkhoz mégis közelebb engedi, mivel képes jobban megérteni, hogy mit jelent a különleges adottságokkal együtt élni. Holly Harold író véleménye szerint a meteorkőfertőzésen túl, az hogy Lois mellett Chloe is az újságírói pályára került, további lehetőségeket biztosít a szereplő fejlődésére. Lois jelenléte a Daily Planet-nél esély Chloe számára hogy rajta keresztül jobban megismerje saját magát, hogy mi a valóban fontos a számára – a karrierje vagy a családja és barátai. A Lois által nyújtott versengési lehetőség előnyös Chloe számára, mivel ennek hatására képes kihozni magából a legjobbat.
Chloe anyjának rejtélye az egyik leghosszabb történetszál volt, mely a második évadtól egészen a hatodik évadig terjedt. A második évad kezdetekor, Mack és a sorozat megalkotói, Gough és Millar közösen próbáltak új irányvonalat találni Chloe fejlődésének a sorozatban. Amellett a háttérelem mellett döntöttek, miszerint Chloét édesanyja még fiatal korában hagyta el. Az ötödik évadban fény derült rá, hogy Chloe egy pszichiátriai intézetben talált rá édesanyjára. Miután megtudta, hogy anyja örökletes pszichiátriai zavarban szenved, Chloéban felébred a félelem, hogy egy nap ő is elveszítheti a józan eszét. A hatodik évad Utód (Progeny) című epizódjában kiderül, hogy Moira Sullivan önként vonult az intézetbe, mivel különleges képessége révén irányítani tudja a meteorkövek által megfertőzött embereket, és attól félt, hogy akaratlanul és árthat lányának. Chloe arra is rájön, hogy Moira képességei voltak a felelősek azért, hogy katatón állapotba került.

### Jellemzése
Allison Mack az első évadban megjelenő Chloét „aszociális” személyként jellemezte, „egy igen okos lányként, akiben van tartás”, intelligens és független. Chloe egy másik meghatározó jellemvonása, hogy szükségét érzi a „csalárdság leleplezésének” és minden helyzetben az igazságot kutatja. Kíváncsi, és szeretne őszinte lenni másokkal szemben is. Mindig az indokok és okok után kutat. Kíváncsisága mellett a lobbanékonyság egy másik jellemző személyiségjegye, mely Lionel Luthor befolyása alá juttatja, mikor beleegyezik, hogy kutatni fog Clark múltjában Lionel számára. Chloe árulásának oka a Clark iránt érzett szerelme. Allison Mack magyarázata szerint, Chloét annyira elvakítja a szerelem a fiú iránt, hogy attól képtelen felismerni a hibákat, amiket közben elkövet. Ez a viszonzatlan szerelem „hajtja őt, hogy olyan törekvő és céltudatos legyen, mint amilyen”.
A Smallville rajongói körében egy igen elterjedt teória volt a sorozat további cselekményei kapcsán, hogy Chloe végül Lois Lane-re, a képregényben Clark feleségéére, fogja változtatni a nevét, mivel a szereplő számos olyan tulajdonsággal bír, mint Lois Lane a képregényfüzetekben. A Smallville alkotói véglegesen megcáfolták ezt az igen népszerű elméletet, miszerint Chloe Clark jövendőbeli felesége, mikor a negyedik évadban bemutatták Lois Lane-t a sorozatban. Bár a két szereplőben valóban sok a közös vonás, Mack véleménye szerint Chloe és Lois inkább „ugyanazon szín különböző árnyalatai (…) Chloe Lois egy visszafogottabb változata”. Chloe neveltetése az, ami meggátolja abban, hogy olyan elcsigázott legyen mint Lois. Emellett Chloe mindig a jövőbe tekint, míg Lois csak rövidtávra tervez.
A hatodik évad záróepizódjában kiderül, hogy Chloe különleges adottsága, hogy képes meggyógyítani másokat. Mack Chloe újonnan felfedezett képességét az „empátiához” hasonlította. A színésznő további magyarázata szerint a képesség lényege, hogy úgy gyógyítja meg mások sérüléseit, hogy közben átveszi azok fájdalmát és a magáévá teszi. Todd Slavkin író véleménye szerint a szereplőt gyógyító erővel felruházni az egyik legjobb döntés volt. Slavkin magyarázata szerint Chloe már annyi mindent feláldozott az életében a nagyobb jóért, hogy természetesnek tűnt, hogy ez a meteorkövek által nyert képességeiben is tükröződni fog. Slavkin nem látta értelmét, hogy Chloe képességei „rosszindulatúak, gonoszak vagy pusztítóak” legyenek. Chloe képessége tovább fejlődtek a nyolcadik évad folyamán, mikor is felfedezi, hogy szuperintelligenciára is szert tett – ami lehetővé teszi számára, hogy gyorsabban oldjon meg összetett számításokat, mint a LuthorCorp legfejlettebb szuperszámítógépe. Később Clarkkal arra következtetnek, hogy megnövekedett intelligenciája a Brainiac-kal való összetűzésével lehet kapcsolatban, mikor az megfertőzte a lányt lényének egy darabjával a támadás során.

### Kapcsolatai
Chloe legfontosabb kapcsolata a sorozat főszereplőjéhez, Clark Kenthez fűzi. Bár a „Chlois-teória” hívei azt vallották, hogy Chloe idővel át fog alakulni Lois Lane-né, Clark jövendőbeli feleségévé a képregények oldalain, Mack fenntartotta azon kijelentését, hogy Clark nem úgy szereti Chloét, ahogyan a lány szereti őt. A színésznő azt is megjegyezte, hogy nem hisz benne, hogy Clark érzései valaha is megváltoznának. Tekintet nélkül Clark érzéseire, Mack magyarázata szerint Chloét elvakítják Clark iránti érzései, mely az ítélőképességét is befolyásolja; csak Clark hibáit látja és olyan döntéseket is hoz, melyek veszélybe sodorja. Az ötödik évad folyamán Clark felfedezi, hogy Chloe tud a titkáról, mely lehetővé teszi Chloe számára, hogy rendezze gondolatai és érzéseit Clark iránt; mely párhuzamosan kettejük barátságának elmélyülését is jelenti Chloe viszonzatlan szerelmének kísértése nélkül.
Clark és Chloe kapcsolatával kapcsolatban Mack úgy nyilatkozott, hogy véleménye szerint mikor a hatodik évadban feltűnik Jimmy Olsen Chloe életében, a lány fontosabbá vált Clark számára. Korábban Chloe mindenben Clark társaságát és segítségét kereste, de mióta ez megváltozott, Clark rádöbbent, hogy mennyire is fontos számára Chloe. Jimmy Olsen bemutatása egyben végre egy romantikus kapcsolat lehetőségét is jelentette a szereplő számára. Jimmy és Chloe kapcsolatában feszültséget okoz, hogy a lánynak hazudnia kell, hogy megvédje Clark titkát, valamint a sajátját, hogy őt is megfertőzték a meteorkövek. Holly Harold író kérdésesnek tartja, hogy Jimmy valóban képes volt-e elfoglalnia Clark helyét Chloe szívében, akibe a lány olyan sokáig szerelmes volt.
Chloe kapcsolatának természete az édesanyjával sokáig zavaros részlete volt a lány életének, mind a sorozat nézői, mind pedig a sorozat alkotói számára. A megbeszélések alkalmával, Mack, Gough és Millar úgy döntöttek, hogy Chloét az édesanyja még kicsi korában hagyta el. Mack szerette volna, ha az általa alakított szereplő amolyan „kulcsos gyerek” lett volna, amivel megmagyarázta volna, hogy miért marad ki éjszaka is. Mack úgy érzi, hogy Chloe elhagyatottnak érzi magát, ami miatt azt hiszi, hogy képtelen megfelelni mások elvárásainak. Az elhagyatottság érzésének beépítése a szereplőbe arra szolgált, hogy magyarázatot adjon arra, hogy Chloét miért sújtja le annyira a felismerés, hogy Clark nem úgy szereti őt viszont, ahogyan azt ő teszi, és hogy Chloénak miért nincsenek igazán lány barátai. Chloe az ötödik évad egyik történetében rátalál édesanyjára, aki egy pszichiátriai intézet lakója, ami felkelti benne a félelmet, hogy egyszer ő is hasonló sorsra jut. Ez a felfedezés Clarkra is hatással van, aki attól tart, hogy a titkának súlya rossz hatással lehet Chloéra, ahogyan az Pete-re is volt.

## Kritikák és a szereplő megítélése
Allison Macket többször is jelölték díjakra a Chloe Sullivan szerepében nyújtott alakításárért. 2006-ban és 2007-ben jelöltje volt a Szaturnusz-díj „legjobb televíziós mellékszereplő” kategóriájában. Mack 2002 és 2008 között hat alkalommal volt jelöltje a Teen Choice-díjnak a „legjobb csatlós” kategóriában, melyet 2006-ban és 2007-ben el is nyert.